# Tampopo
Tampopo (japanska: タンポポ) är en japansk komedifilm från 1985, regisserad av Jūzō Itami. Filmen var Itamis andra film och den marknadsfördes som den första "nudelvästern", en anspelning på termen spaghettivästern.
Tampopo vann två Nippon Academy-shō 1986 för bästa klippning och för bästa ljud. Filmen nominerades även till bästa utländska film vid Independent Spirit Awards 1988 men vann inte.

## Handling
Två lastbilschaufförer, den erfarne Gorō och den yngre medhjälparen Gun, stannar vid en nedsliten snabbmatsnudelrestaurang. Ägaren till denna är änkan Tampopo som blir trakasserad av en kund, gängledaren Pisken. Gorō säger ifrån och ber honom om att de ska ta bråket utomhus, Pisken och hans män slår honom medvetslös och han vaknar upp morgonen efter hemma hos Tampopo.
Tampopo ber de två lastbilschaufförerna att berätta vad de tycker om hennes nudelsoppa och de svarar att den är tråkig och hon ber dem att stanna och hjälpa henne att bli en mästare på att laga nudlar. De undersöker hennes konkurrenter och Gorō pekar ut deras styrkor och svagheter, när hon fortfarande inte kan få buljongen perfekt vänder de sig till "den gamle mästaren", de räddar en rik man från att kvävas när han satt mat i halsen och han låter sin privatchaufför Shohei som är duktig på att laga nudlar hjälpa dem. De stjäl också recept från konkurrenterna och byter namn på restaurangen.

## Medverkande

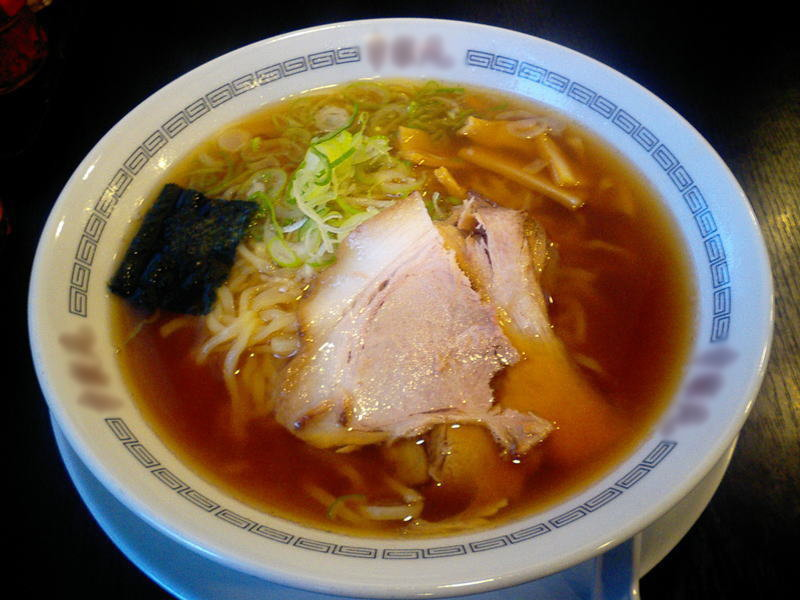
En skål traditionell japansk nudelsoppa.

| Nobuko Miyamoto  | – Tampopo          |
| Tsutomu Yamazaki | – Gorō             |
| Kōji Yakusho     | – man i vit kostym |
| Ken Watanabe     | – Gun              |
| Rikiya Yasuoka   | – Pisken           |
| Kinzō Sakura     |                    |
| Fukumi Kuroda    |                    |
| Yoshi Katō       |                    |

## Mottagande
Tampopo hyllas av många kritiker och på Rotten Tomatoes har filmen betyget 100%, baserat på 36 kritikerrecensioner med ett genomsnittligt betyg på 8,4 av 10.
Roger Ebert gav Tampopo fyra av fyra möjliga stjärnor och skrev att "Tampopo är en av dessa ytterst originella filmer som existerar utan att tillhöra någon kategori. Likt Jacques Tatis franska komedier är den en förvirrad begrundan över den mänskliga naturen i vilken en humoristisk situation flödar in i en annan på ett slarvigt sätt som om livet vore en serie leenden." Hal Hinson på The Washington Post skrev att filmen kanske var "den roligaste filmen om kopplingen mellan mat och sex som någonsin gjorts". Sheila Benson på The Los Angeles Times menade att "det som är så härligt oroande med Tampopo är dess smörjande blandning av det sinnliga och det satiriska; vi har knappt lagt oss tillrätta för det ena när det andra kommer och slår undan stöttorna vi byggt våra förväntningar på."
Dan Kois på Slate skrev att "den röriga, fåniga och sexiga Tampopo anammar inte nudelsoppans anda av enkelhet, Itami slevar upp varenda tänkbar ingrediens i sin skål, men vem bryr sig? Den är utsökt och du kommer sörpla i dig varenda tugga." Serena Donadoni på Village Voice skrev om Tampopos karaktärsutveckling att "Miyamotos subtila skildring av hennes växande självförtroende är en glädje att se."

### Engelska originalcitat
1. ↑  ""Tampopo" is one of those utterly original movies that seems to exist in no known category. Like the French comedies of Jacques Tati, it's a bemused meditation on human nature in which one humorous situation flows into another offhandedly, as if life were a series of smiles."
2. ↑  ""Tampopo" is perhaps the funniest movie about the connection between food and sex ever made."
3. ↑  "What's delightfully unsettling about "Tampopo" is its lubricious mix of the sensual and the satiric; no sooner do we settle ourselves for one when the other comes along to knock the props out from under our expectations."
4. ↑  "The messy, silly, sexy Tampopo doesn’t embrace that spirit of simplicity; Itami piles every ingredient imaginable into his bowl, but who cares? It’s delicious, and you’ll slurp up every bite."
5. ↑  "Miyamoto’s subtle portrayal of her growing confidence is a joy to behold."